# 戴淮清
戴淮清（Tai Huai Ching，1908年—1995年），客家人，星加玻星洲日报社新闻记者，摄影家，语文老师，文字學家，加拿大汉语音转学家。

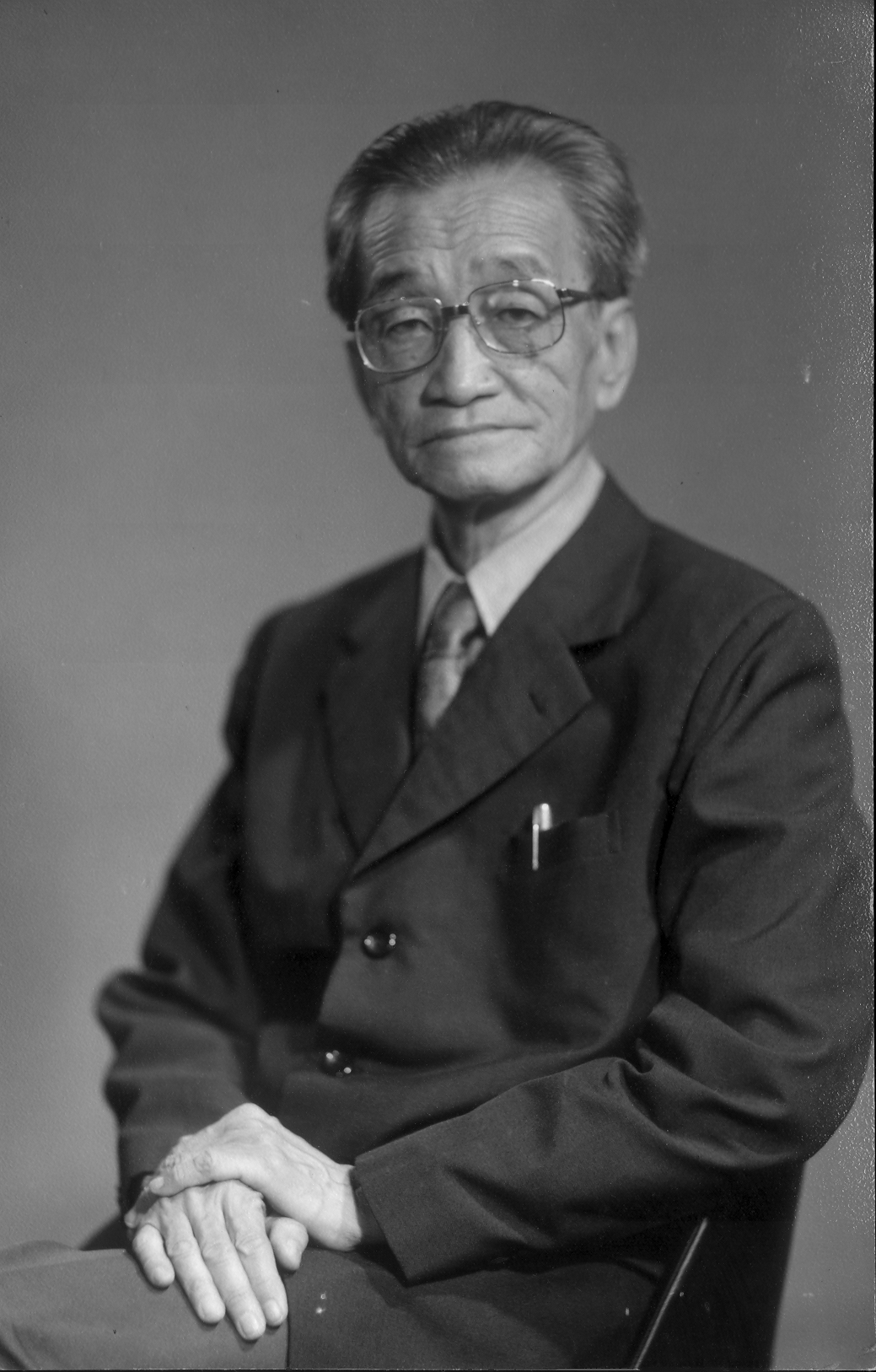
戴淮清在星州日報

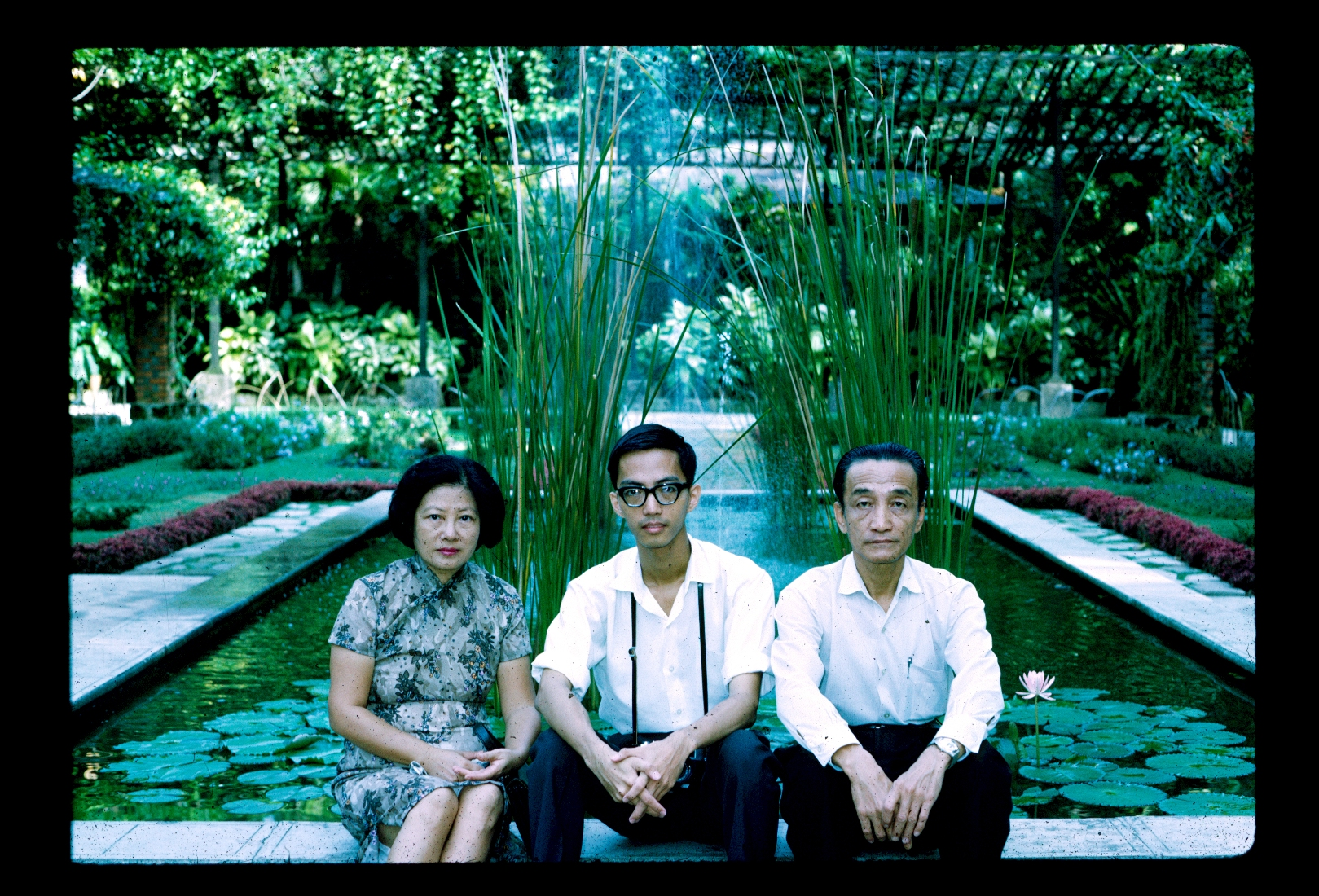
戴淮清 唐锦云 戴超 于 新加坡 植物园

## 生平
祖籍广东大埔，1908年出生于马来亚（今马来西亚）槟城，祖父戴喜云原为槟城望族，后迁居霹雳州（太平）  。父戴月初，字督捷。前清秀才，天生聪明，因此子孙都聪明。父博览群书，诗文并茂。卒于槟城，享年36。 母陈秀贤生于潮州，卒于槟城。享年八十五
童时由家父讲解左传、诗经、史记、古文观止、和贤唐诗三百首。1919年，父亲逝世，乃由南洋回中国潮州上小学。1926年入黄埔军校。当时校长是蒋中正，教导主任是周恩来，政治部主任是郭沫若。1927年入上海真茹暨南大学文哲学院外国文学系，师从叶公超；同年与陈翔斌、郑泗水、温梓川等南洋侨生创立中国第一个南洋文学社团秋野社，戴为《秋野月刊》撰写文坛消息 。1930年l老师叶公超到燕京大学任教，乃转入燕京大学英语系，师从叶公超，洪深；并到清华大学旁听艾弗·阿姆斯壮·理查兹(I.A.Richards)的文艺批评理论。1934年燕京大学毕业，与清华大学英语系毕业生唐锦云女士结婚，婚后赴广州中山大学文学院英文系任教，授理查兹带来中国只用850个单词的基本英语和诗学。1937年移居香港桃李台，出任星岛日报记者。开始研究彩色摄影术，以相当十兩黄金的价格，从美国德雯彩色照相机公司（Devin Colorgraph Co)购买一台德雯三分色相机（Devin One Shot Tricolor camera)，一次拍摄红色、绿色、蓝色 6.5x9厘米玻璃底片各一张，分别印制蓝绿色、洋红色、黄色正片，将色胶层从玻璃剥下，重叠而成彩色相片，为广告商在电影院投射用。1941年12月8日日军侵略香港，戴淮清帶家眷在1942年二月十八日與燕京老同學連士升一家搭白銀號輪船經海防转赴越南（《連士升紀念文集 羅牧 《到南洋去》），在湄公河三角洲檳椥市任崇正学校校长，推广汉字教学。1942年移居堤岸，同燕京大學老同學溫志達（1937年启明书局版《唐吉珂德》最早白話文譯者）合作開辦化妝品廠。1945年太平洋战争结束，经友人连士升介绍：“南洋是个好地方”，乃与连士升一家结伴搭轮船同赴新加坡。连士升任南洋商报主编。戴淮清入《星洲日报》任国际版主编。戴淮清经常在该报发表社论，并在星洲日报社《星洲周刊》发表摄影术，汉语文字研究和《汉语音转学》的文章，后由星洲日报社印发蓝布面精装单行本《摄影入门》。多次担任新加坡摄影展览评委，同时兼任新加坡中正中学语文老师，并撰写《文字的研究》，由新加坡世界书局出版。1946年-1986年为南洋学会会员。五十年代初曾被星洲日报社派往欧洲考察，返新后在星洲日报副刊发表《欧游杂记》。1964年代表星洲日报社出席在台北举行的第11届亚洲电影节，新马电影界代表团团长是陆运涛，影展闭幕后，新马代表团曾受蒋介石总统和夫人宋美龄接见，并摄影留念。后来陆运涛夫妇及代表团其他成员，应邀乘飞机到台中縣霧峰鄉参观雾峰故宫国宝，不幸飞机失事遇难。戴淮清因故先行返回新加坡幸免於難。1973年到北京旅游，被国务院邀请在天安门观礼台参加十月一日国庆典礼，晚间被邀请参加周恩来总理在人民大会堂招待华侨的晚宴。
1986年由星洲日報退休，移民加拿大愛民顿，从事汉语音韵学的研究。1995年7月15日因腹部主动脉瘤破裂在愛民顿逝世，安葬于爱明顿念珠墓园（Rosary  Cemetry)

## 著作

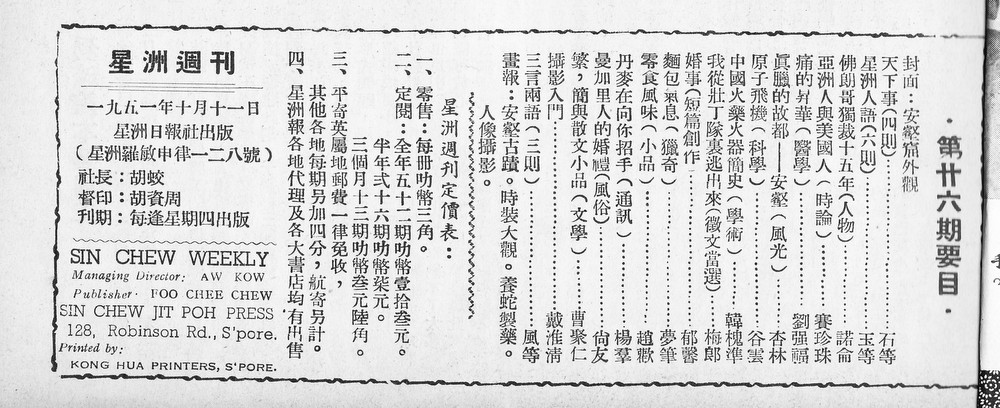
星洲日报 1951年10月11日要目

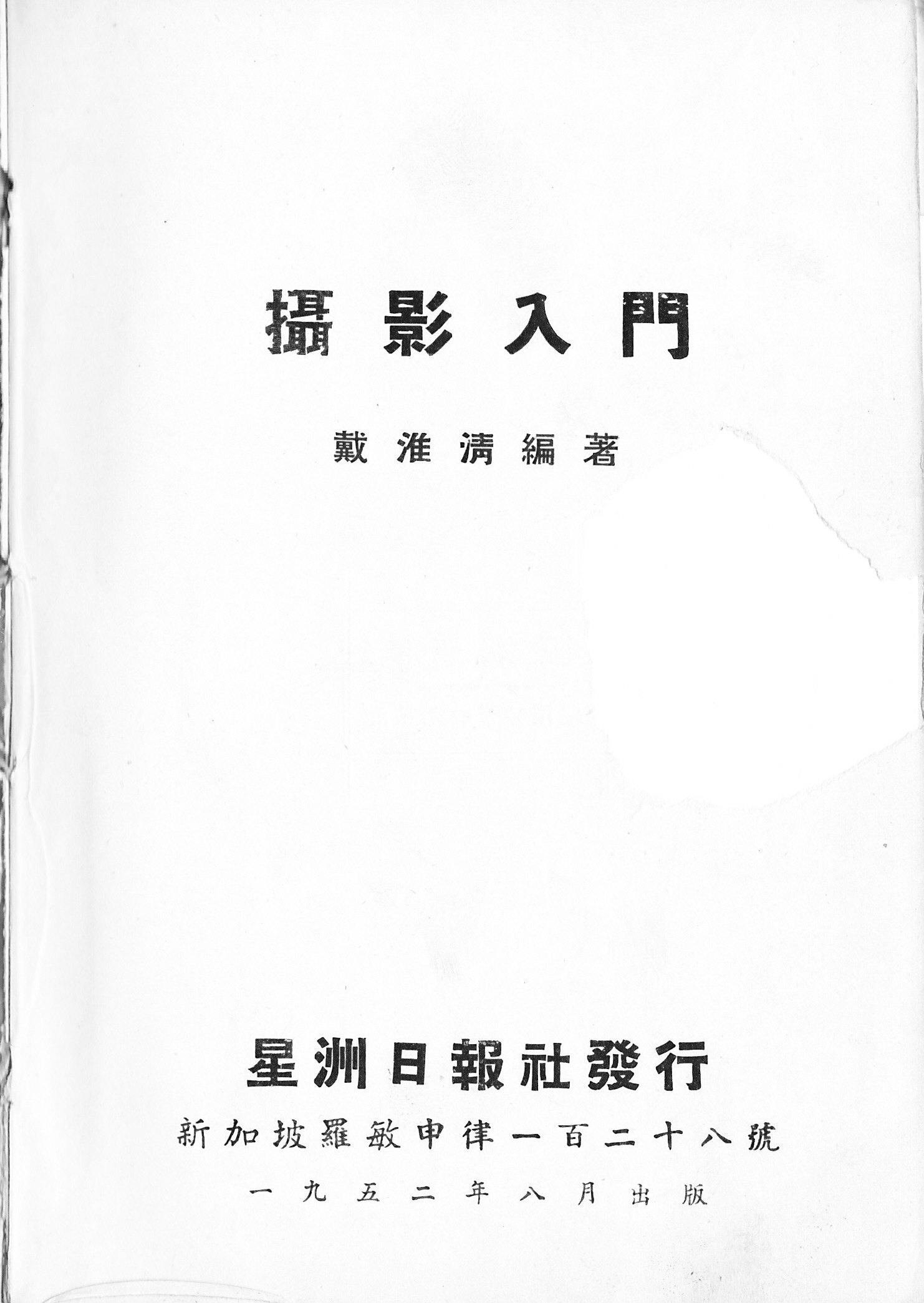
《摄影入门》 新加坡 1952

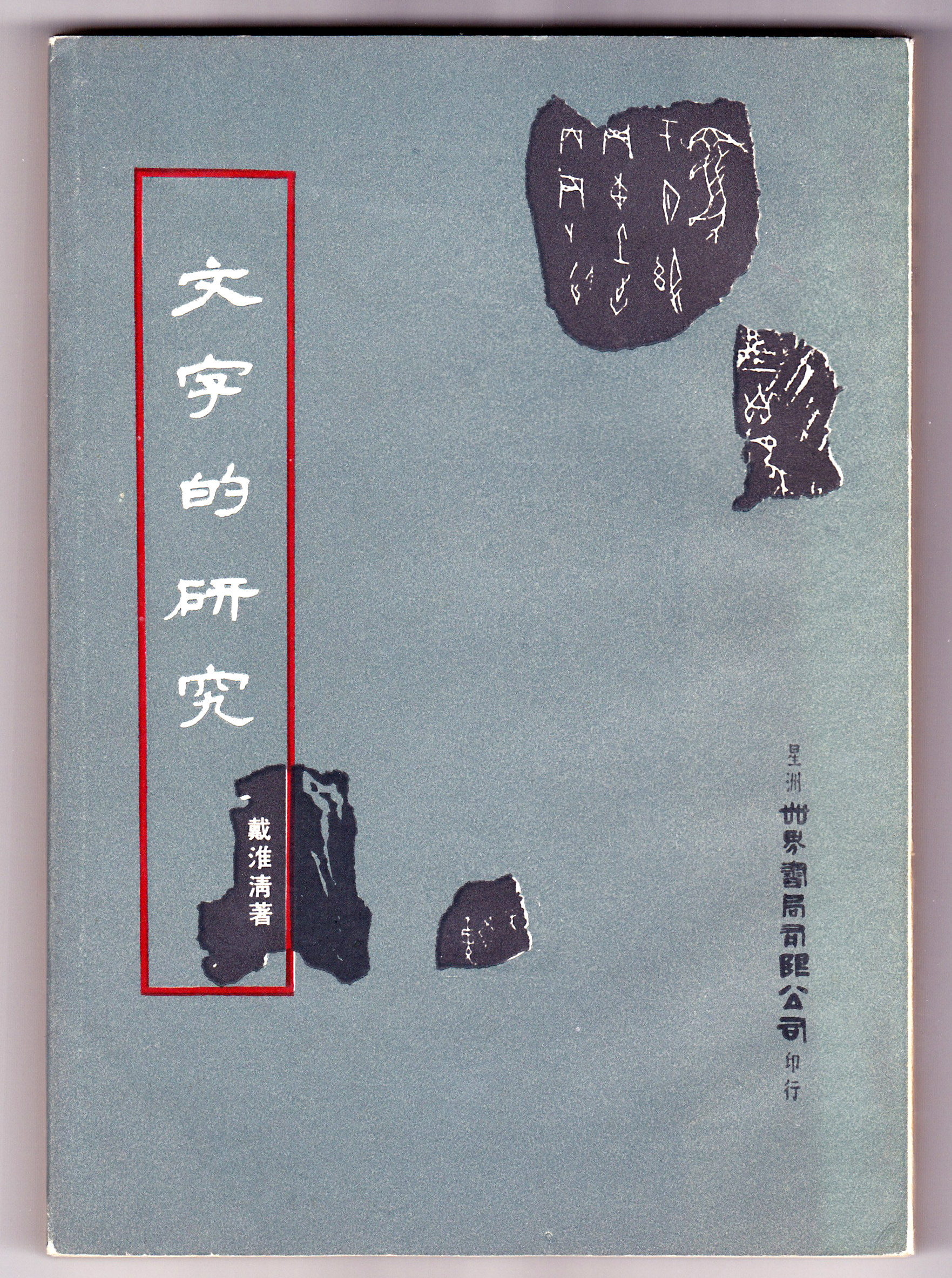
《文字的研究》 星洲世界书局 1960年

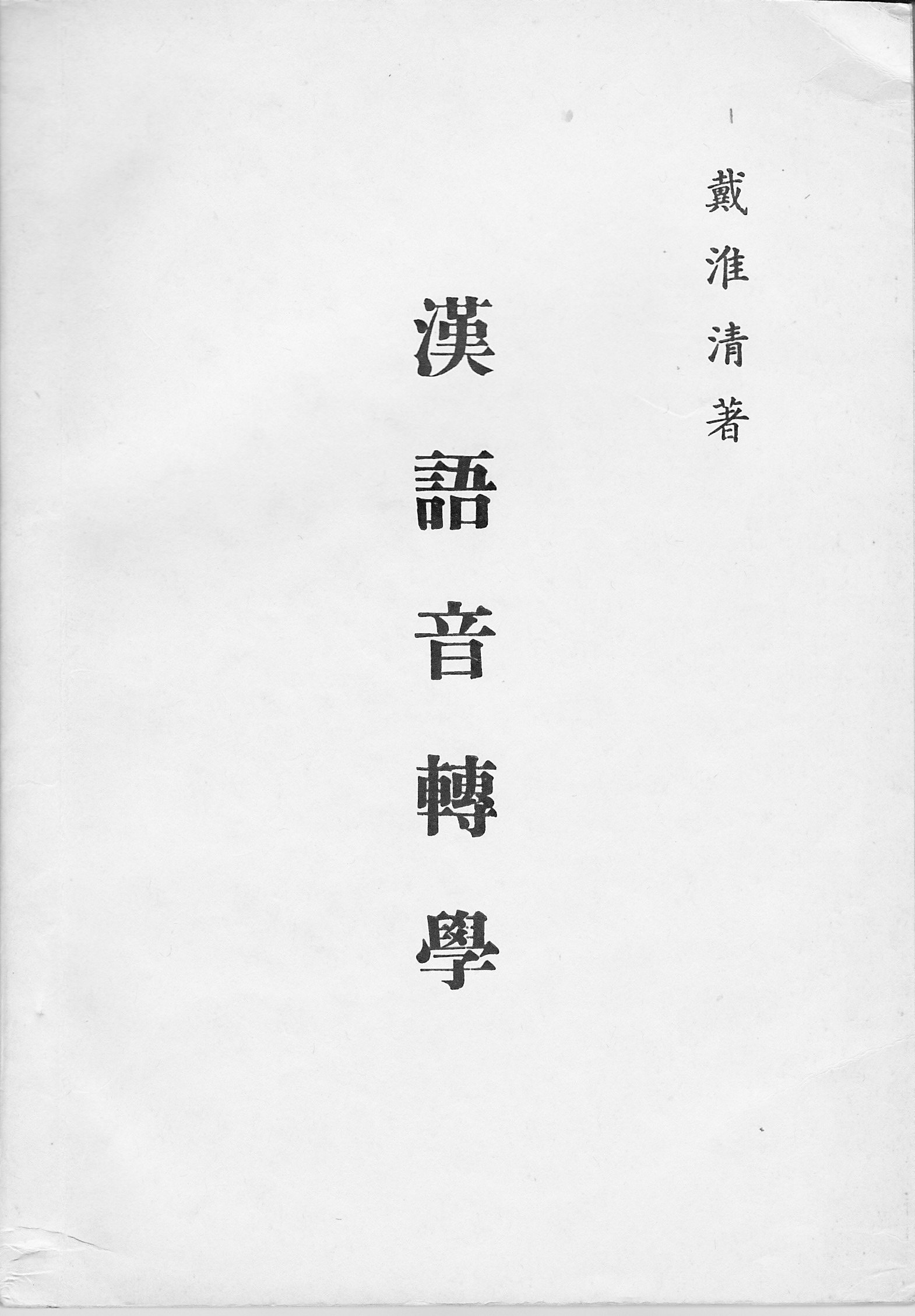
《汉语音转学》 新加坡 1974

- 《给《南洋时报》副刊《南洋的文艺》的编者陈旧燕的一封信》 1930年[11]
- 《灯光人像》 [12].
- 《灯光人像续》 [13]
- 《静物》  [14]
- 《摄影入门》1952 星洲日报社出版。
- 《文字的研究 》戴淮清著 星洲世界書局 1960
- 《音转学发凡》 戴淮清著  星洲世界书局 1962.3
- 《以音转原理 正名辨义》(戴淮清) [15]
- 《汉语音转学》戴淮清著 1974 新加坡
- 《中國語音轉化》   臺北市 中國民俗學會 1974
- (加拿大)戴淮清著《汉语音转学》   中国友谊出版公司 1986.12，北京
- 《释诗三篇》《星洲日报》 1959年6月12，13
- 《古文疑义新解》 《星洲日报》1960年5月26-6月8日
- 戴维清 《悼亡友連士升》《 連士升紀念文集》南洋學會  92頁-94頁  1976年
- 戴淮清 《揭開大秦景教的秘密》，《明報月刊》1989年 3月 88-91
- 《大秦历史重考》戴维清　《文学知识》1989年第三期（总九十四期）
- (加拿大)戴淮清著《汉书·西域传所记"乌弋"地望辨正》,  《中国边疆史地研究》1993年第2期。
- 戴淮清序  牛汝辰编  《 新疆地名概说》中央民族学院出版社  1994 ISBN 9787810016988

## 摄影作品
戴淮清先生战前爱用康泰时（CONTAX）IIA[[相机配 蔡司Sonnar 5cm F1.5镜头，战后爱用莱卡（LEICA）IIIf相机配莱卡50毫米F1.5 Summarit镜头或F2 Summitar镜头
1962年旅行日本，携带蔡司CONTAFLEX康泰单反相机 摄影机。移民加拿大后，多用 KONICA ATUO REFLEX  T  单反相机+SIGMA 28-70/3.5-4.5 变焦镜头，也愛用CONTAX139 + CARL ZEISS  PLANAR  F1.4/50 
攝影作品曾在 新加坡 BRITISH COUNCIL 展覽廳展覽。   

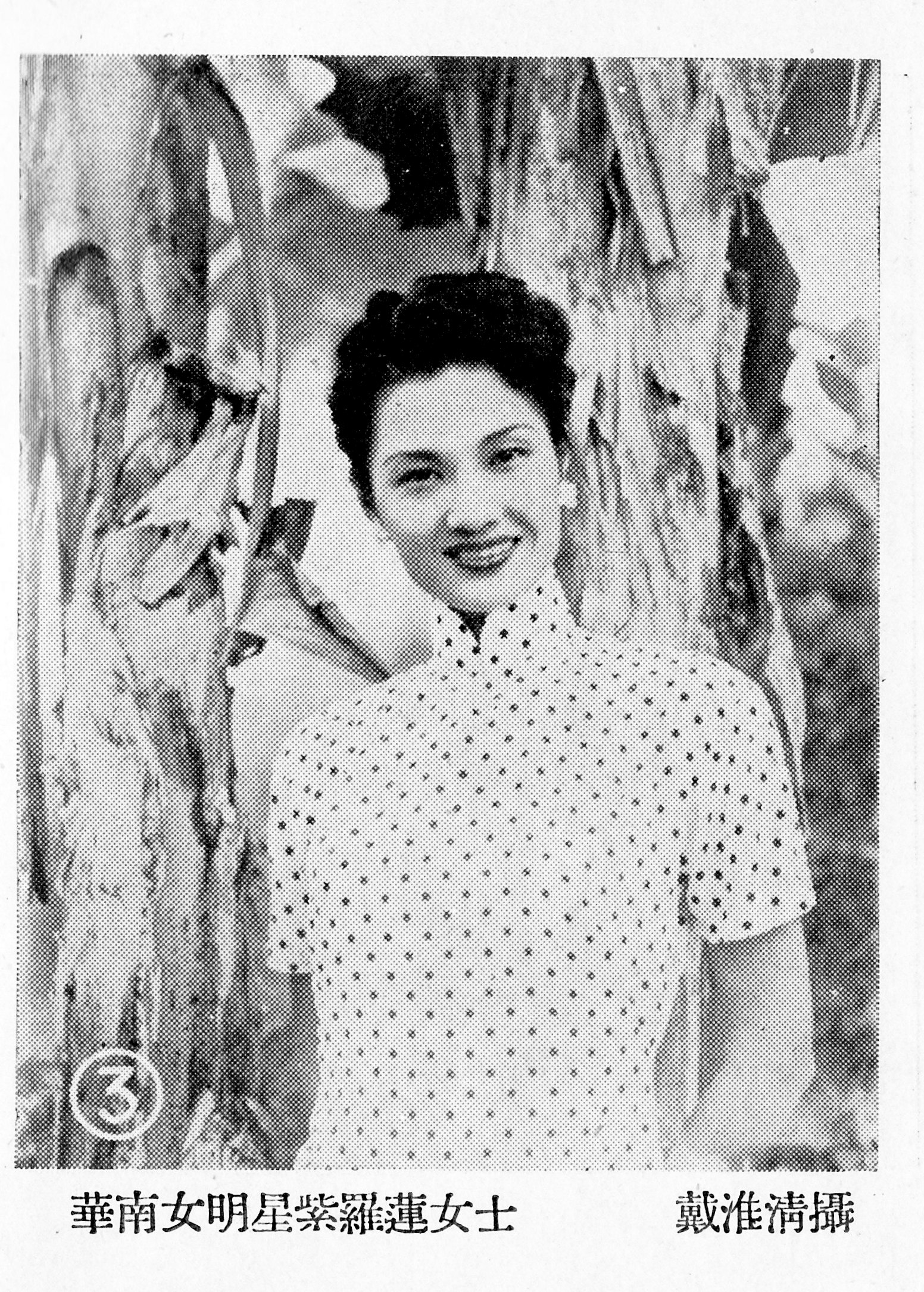
华南女明星紫罗莲 (Leica IIIf +  50毫米F1.5 Summarit 镜头）
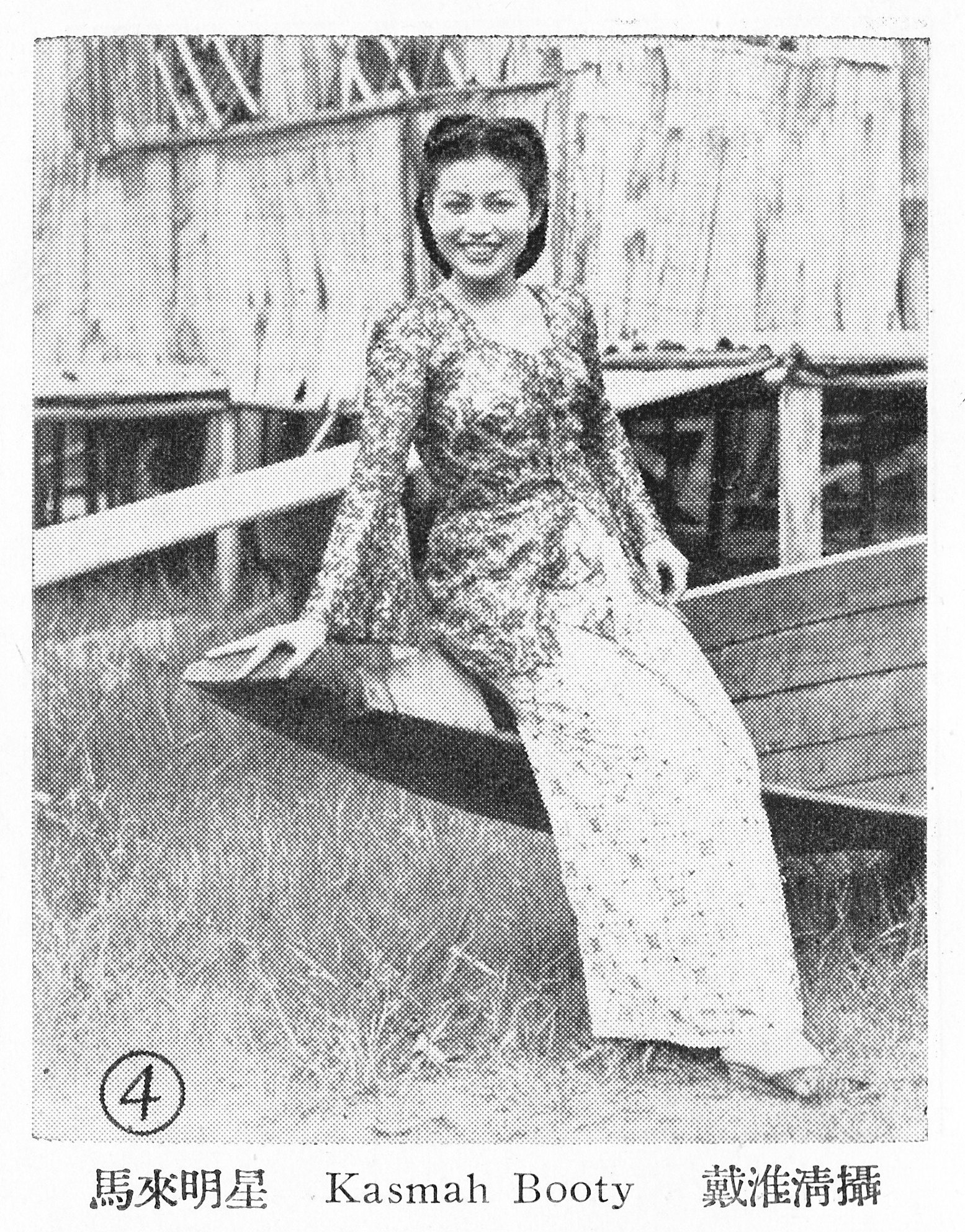
马来女明星卡斯玛·璞蒂（Leica　IIIｆ　＋５０毫米Ｆ２　Ｓｕｍｍｉｔａｒ镜头）

## 家庭
妻子 唐锦云1912年 出生于 江苏省 苏州市  甪直镇 。新加坡华侨中学国文教师(1949-1955年).兼任新加坡星洲日報編輯。80年代移民加拿大愛明頓，1999年在愛明頓逝世，享年99歲，安葬于爱明顿念珠墓园。爱好 收藏国画
弟弟  戴德生，马来西亚槟城日用品商店老板
长子戴冕，1935年生于广州市关相和医院。1944-1945年就学于越南摈知小学，1946-1949 入学题岸知用中学。1953年新加坡南洋华侨中学毕业，1954年参加北京全国统考，考入北京大学物理系，1960年北京大学理论物理专科毕业。学生时代曾曾翻译THOMAS GEORGE  COWLING  MAGNETOHYDRODYNAMICS  柯林《 电磁流体力学》  1960 年 科学出版社出版，曾编译 PRINCETON UNIVERSITY PRESS  LEONARDO DA VINCI  TREATISE ON PAINTING，《达芬奇论绘画》，北京人民美术出版社1963年，与同学朱培玉共同翻译美国芝加哥大学物理系教授CHICAGO  UNIVERSITY  PRESS  J.D.JACKSON CLASSICAL ELECTRODYNAMICS《经典电动力学》，1978年人民教育出版社出版。1973年移民香港在中环美资公司任设计工程师。1974年移民加拿大。曾在多伦多的美国军工LITTON SYSTEM 任工程师，及加拿大原子能研究所（ATOMIC ENERGY CANADA)及加拿大航天工厂(SPAR  AEROSPACE  LTD)任工程师。爱好 摄影，羽毛球
次子戴渊 （Dr Willian Yuen Tai)，1938年生于香港，新加坡南洋华侨中学毕业，香港大学历史系博士，荷兰大学东南亚研究所研究员,主要著作 Chinese Capitalism in Colonial Malaya
2005年出版 The Origins of China's  Awareness of  Newzealand  1674-1911  Universty of  Auckland, New Zealand Asia Institude. 2018年 在新加坡出版《英属马来亚华人资本主义经济》，现居新西兰 奥克兰市。
三女 戴融， Dr. Janet Tai Landa。1939年生于香港。新加坡CHINESE GIRLS SCHOOL 毕业，考入加拿大哥伦比亚大学经济系，获经济学博士学位。 多伦多约克大学经济学正教授。曾任美国Economy and  Biometric 期刊主编。
主要著作 Economic Success of Chinese Merchants in Southeast Asia: Identity, Ethnic Cooperation and Conflict

四子戴超博士(1944-2023)，（Dr.Francos Chao Tai)，1944年生于越南摈知市，新加坡公教中学毕业。信奉天主教。曾师从新加坡著名钢琴家黄晚成女士学钢琴。曾登台演奏。中学毕业后，留学加拿大入蒙特利尔MCGILL医学院，获 医学博士，在渥太华获加拿大皇家医学院会研究员（FRCPC），后在加拿大,埃德蒙顿市 阿伯塔医学院任脑神经专科醫生。曾多次到中国贵州市义诊。2023年9月29日，蒙主荣召，病逝于埃德蒙顿，长眠爱明顿圣十字公墓HOLY CROSS  MAUSOLEUM. 爱好，钢琴，高尔夫，潮州蚝洛，星洲鸡肉沙茶

## 生前友好
邵逸夫，蔡文玄（蔡澜之父），连士升，温志达（启明书局 唐吉坷德一书翻译者）。姚瞻风（黄埔军校同窗，曾任广州外国语学院党委书记）.罗明,温梓川

## 爱好
*摄影家    台湾风景摄影大师 郎静山，加拿大人相摄影大师 卡西(Karsh)
*相机   KONICA  AUTOREFLEX  T， LEICA   R3  LEICA  M3
* 镜头   LEICA  SUMMICRON  50MM   F2，  VARIO    ELMAR    28-70/3.5-4.5
*胶卷   KODACHROME， FUJICHROME，EKTACHROME
*喜欢收藏国画家   齐白石。李可染的画
*书法家   邹鲁
*文学家   ，李白，杜甫， 郭沫若,MILTON,莎士比亚，雪莱
*哲学家   朱熹
*作曲家  莫扎特， 贝多芬，肖邦
*钢琴家   IGNACY  PADEREWSKI<
汽车   福特，雪弗莱
钢琴   HEINZMAN
自行车   英国凤头牌自行车 RALEIGH
打字机  ROYAL  手提打字机
收音机    飞利浦
墨水笔  Sheaffer
衬衫      鳄鱼牌 衬衫
衣料    英国斜纹呢子
水果    榴莲
香烟  555   牌香烟
烟斗    DUNHILL
打火机     RONSON
新闻社   路透社，美联社
字典   辞海，词源  WEBSTER INTERNATIONAL  ENGLISH DICTIONARY
```
*
电影明星 李丽华 紫萝莲。伊丽莎白 泰勒，英格丽德 波尔曼。珍妮 帕薇儿，维拉 爱伦。 阿娃 噶德纳 JUDY  GARLAND
```

女高音  Renata  Tebaldi
电影   绿野仙踪，雪姑七友

*美食     客家梅菜扣肉，海南鸡饭, 鱼头豆腐煲, 黑咖啡 ，百花釀豆腐，半熟瓦楞子,，潮州蚝倮，新加坡大包,,避风塘炒粯，湄公河三角洲肥鱼，墨西哥车轮牌鲍鱼罐头，蕃茄炒鸡蛋，榴莲，红毛丹
*旅游    杭州西湖， 北京颐和园，北海，香山，西山八大处。广州珠江，瑞士阿尔比斯山少女峰，日本京都，名古屋,奈良,金马崙高原